# Pávice
Pávice (německy Pobitz) jsou zaniklá vesnice v okrese Karlovy Vary. Nacházela se 3,5 kilometru jižně od Bochova, zanikla vysídlením po druhé světové válce a na jejím místě se v katastrálním území Kozlov nachází chatová osada.

## Název
Původní název Babice je odvozen z příjmení Bába ve významu ves lidí Bábových. V historických pramenech se název objevuje ve tvarech: Pawicz (1436), Pobitz (1793), Babice a Pobitz (1854) nebo Pavice a Pobitz (1923).

## Historie
První písemná zmínka o Pávicích pochází z roku 1436.

## Přírodní poměry
Katastrální území Pávice měří 2,74 km² a nachází se jižně od Bochova. Samotná vesnice stávala asi jeden kilometr jihozápadně od Teleče, v nadmořské výšce okolo 620 metrů v Tepelské vrchovině, konkrétně v jejím podcelku Žlutická vrchovina a okrsku Bochovská vrchovina. Západně od vesnice se zvedá úpatí Mirotického vrchu, který je součástí Slavkovského lesa. Východní hranice katastrálního území vede údolím Bochovského potoka.

## Obyvatelstvo
Při sčítání lidu v roce 1921 ve vsi žilo 92 obyvatel (z toho 44 mužů). Všichni byli německé národnosti a římskokatolického vyznání. Podle sčítání lidu z roku 1930 měla vesnice 107 obyvatel s nezměněnou národnostní a náboženskou strukturou.
|           | 1869 | 1880 | 1890 | 1900 | 1910 | 1921 | 1930 | 1950 | 1961 | 1970 | 1980 | 1991 | 2001 | 2011 |
| --------- | ---- | ---- | ---- | ---- | ---- | ---- | ---- | ---- | ---- | ---- | ---- | ---- | ---- | ---- |
| Obyvatelé | 101  | 95   | 92   | 84   | 96   | 92   | 107  | 33   | —    | —    | —    | —    | —    | —    |
| Domy      | 15   | 15   | 15   | 15   | 16   | 15   | 15   | 12   | —    | —    | —    | —    | 1    | —    |

## Obecní správa a politika
Při sčítání lidu v letech 1869–1930 byly Pávice (tehdy Babice) obcí v okrese Žlutice. Roku 1950 patřily jako osada k obci Teleč v okrese Toužim a v následujících letech Pávice jako část obce zanikly. Jejich katastrální území se stalo součástí Bochova.